# Tellervini
 (20 mai 2019).
« Tellervo » redirige ici. Pour les autres significations, voir Tellervo (homonymie).
Tribu
Les Tellervini forment une  tribu de lépidoptères (papillons) appartenant à la famille des Nymphalidae, sous-famille des Danainae qui ne comprend qu'un seul genre Tellervo Kirby, 1894 comprenant 6 espèces résidant en Australasie.

## Dénomination
- La tribu Tellervini a été décrite par l'entomologiste allemand Hans Fruhstorfer en 1910.

## Taxinomie
Cette tribu ne compte qu'un seul genre comprenant 6 espèces.
- Tellervo (Kirby, 1894) ( = Hamadryas Boisduval, 1832 (nec Hübner, 1806))
  - Tellervo jurriaansei (Joicey & Talbot, 1922)
  - Tellervo nedusia (Geyer, 1832) ( = Protonyme Stalachtis nedusia Geyer, 1832; = Hamadryas nedusia (Geyer, 1832))
    - Tellervo nedusia nedusia (Geyer, 1832) ( =  Tellervo zoilus f. incisa Strand, 1911)
    - Tellervo nedusia fallax (Staudinger, 1885) ( = original name Hamadryas assarica form fallax Staudinger, 1885)
    - Tellervo nedusia coalescens (Rothschild, 1915) ( =  Tellervo fallax exilis Hulstaert, 1931)
    - Tellervo nedusia biakensis (Joicey & Talbot, 1916)
    - Tellervo nedusia meforicus (Fruhstorfer, 1911) ( =  Tellervo zoilus roonensis Fruhstorfer, 1911)
    - Tellervo nedusia mysoriensis (Staudinger, 1885) ( = original name Hamadryas zoilus form mysoriensis Staudinger, 1885)
    - Tellervo nedusia jobia (Ackery, 1987)
    - Tellervo nedusia wollastoni (Rothschild, 1916) ( =  Tellervo assarica adriaansei Hulstaert, 1923)
    - Tellervo nedusia papuensis (Ackery, 1987)
    - Tellervo nedusia huona (Ackery, 1987)
    - Tellervo nedusia wangaarica (Ackery, 1987)
    - Tellervo nedusia talasea (Ackery, 1987)
    - Tellervo nedusia aruensis (Joicey & Talbot, 1922)

  - Tellervo hiero (Godman & Salvin, 1888) ( = original name Hamadryas hiero Godman & Salvin, 1888)
    - Tellervo hiero hiero (Godman & Salvin, 1888) ( =  Hamadryas salomonis Ribbe, 1898)
    - Tellervo hiero evages (Godman & Salvin, 1888)

  - Tellervo parvipuncta (Joicey & Talbot, 1922)
    - Tellervo parvipuncta parvipuncta (Joicey & Talbot, 1922)
    - Tellervo parvipuncta separata (Ackery, 1987)

  - Tellervo zoilus (Fabricius, 1775) ( = original name Papilio zoilus Fabricius, 1775)
    - Tellervo zoilus zoilus (Fabricius, 1775)
    - Tellervo zoilus niveipicta (Butler, 1884) ( =  Tellervo zoilus vereja Fruhstorfer, 1911)
    - Tellervo zoilus nais (Guérin-Méneville, 1830) ( = original name Nymphalis nais Guérin-Méneville, 1830)
    - Tellervo zoilus distincta (Rothschild, 1915)
    - Tellervo zoilus digulica (Hulstaert, 1924) ( =  Tellervo zoilus arctifascia Hulstaert, 1924)
    - Tellervo zoilus zephoris (Fruhstorfer, 1911)
    - Tellervo zoilus antipatrus (Fruhstorfer, 1911) ( =  Tellervo zoilus pantaenus Fruhstorfer, 1916)
    - Tellervo zoilus sarcapus (Fruhstorfer, 1911
    - Tellervo zoilus mujua (Ackery, 1987)
    - Tellervo zoilus misima (Ackery, 1987)
    - Tellervo zoilus tagula (Ackery, 1987)
    - Tellervo zoilus duba (Ackery, 1987)
    - Tellervo zoilus gelo (Waterhouse & Lyell, 1914)
    - Tellervo zoilus aequicinctus (Salvin & Godman, 1877) ( = original name Hamadryas aequicinctus Salvin & Godman, 1877; = Hamadryas aequicinctus var. variegatus (Ribbe, 1898)
    - Tellervo zoilus lavonga Ackery, 1987)

  - Tellervo assarica (Stoll, 1781) ( = Protonyme Papilio assarica Stoll, 1781; =  Aeria assarica (Stoll, 1781); =  Heliconia assarica (Stoll, 1781); =  Hamadryas assarica (Stoll, 1781) )
    - Tellervo assarica assarica (Stoll, 1781)
    - Tellervo assarica boeroeensis (Jurriaanse & Volbeda, 1922)
    - Tellervo assarica seramica (Ackery, 1987)
    - Tellervo assarica mysolensis (Joicey & Talbot, 1922)
    - Tellervo assarica gebiensis A(ckery, 1987)
    - Tellervo assarica macrofallax (Strand, 1911) ( =  Tellervo assarica waigeuensis Joicey & Talbot, 1922)
    - Tellervo assarica salawatica (Ackery, 1987)
    - Tellervo assarica mioswara (Ackery, 1987)
    - Tellervo assarica jobinus (Fruhstorfer, 1911) ( =  Tellervo zoilus mysoriensis form kordonis Strand, 1911)
    - Tellervo assarica limetanus (Fruhstorfer, 1911) ( =  Tellervo zoilus sedunia Strand, 1911)
    - Tellervo assarica strandi (Ackery, 1987)
    - Tellervo assarica talboti (Ackery, 1987)
    - Tellervo assarica hiempsal (Fruhstorfer, 1910)